# Zilver(I)fluoride
Zilver(I)fluoride (AgF) is de eenvoudigste anorganische verbinding van zilver en fluor. Zilver(I)fluoride is een geel-bruine vaste stof met een smeltpunt van 435°C, die zwart wordt bij blootstelling aan vochtige lucht. In tegenstelling tot de andere halogeniden zoals zilverchloride is zilver(I)fluoride zeer goed oplosbaar in water (tot 1,8 kilogram per liter). Ook in organische oplosmiddelen als acetonitril is de stof enigszins oplosbaar.

## Synthese
Zilver(I)fluoride wordt bereid uit een reactie van zilvercarbonaat en waterstoffluoride:
{\displaystyle {\ce {Ag2CO3 + 2HF -> 2AgF + H2O + CO2}}}

## Toepassing
Zilver(I)fluoride wordt vooral toegepast in de organofluorchemie, bij de reactie van fluor met dubbele bindingen. Zo koppelt het in acetonitril aan perfluoralkenen tot perfluoralkylzilver(I)verbindingen:
{\displaystyle \mathrm {R_{F}{-}CF{=}CF_{2}\ +\ AgF\longrightarrow \ R_{F}{-}(CFCF_{3})Ag} }
Naast zilver(I)fluoride is ook zilver(II)fluoride bekend.